# Lovesick (Tredici Pietro e Lil Busso)
Lovesick è un album in studio dei rapper italiani Tredici Pietro e Lil Busso pubblicato il 2 dicembre 2022 dall'etichetta Epic Records.

## Descrizione
Primo album in collaborazione tra i due rapper, curato interamente da Sedd, solo una traccia è stata prodotta dal producer Lunar. Nell'edizione fisica del disco ci sono due tracce inedite non aggiunte nell'edizione digitale.

## Tracce
Testi di Pietro Morandi e Nicola Bussolari, musiche di Alessandro Manzo eccetto dove indicato.
1. Si o no — 3:11
2. Sara e Sabrina (feat. Diss Gacha) — 1:51 (testo di: Pietro Morandi, Nicola Bussolari, Gabriele Pastero — musica di: Alessandro Manzo)
3. È vero — 2:19
4. Why U Naked? — 2:35
5. Lovesick — 2:38
6. Almeno se si litiga scopiamo (feat. VillaBanks) — 3:00 (testo di: Pietro Morandi, Nicola Bussolari, Vieri Igor Traxler — musica di: Alessandro Manzo)
7. Angeli e diavoli — 3:21
8. 2€ / secondo — 2:43 (musica di: Marco Ferrario)
9. Piccolosegreto (Bonus Track CD exclusive)
10. Outro (Bonus Track CD exclusive)

## Classifiche
| Classifica (2022) | Posizione massima |
| ----------------- | ----------------- |
| Italia            | 66                |